# La Garde-Freinet
La Garde-Freinet é uma comuna francesa na região administrativa da Provença-Alpes-Costa Azul, no departamento de Var. Estende-se por uma área de 76,64 km². Em 2010 a comuna tinha 1 909 habitantes (densidade: 24,9 hab./km²).